# Sasnières
Sasnières é uma comuna francesa na região administrativa do Centro, no departamento Loir-et-Cher. Estende-se por uma área de 7,89 km². Em 2010 a comuna tinha 107 habitantes (densidade: 13,6 hab./km²).